# 總體國家安全觀
總體國家安全觀是中共中央總書記習近平提出的國家安全概念。習近平自2012年11月中共十八大後出任黨總書記並成為中華人民共和國最高領導人以來，持續關注中國國家安全問題，在其主導下，中國共產黨成立了由中共中央總書記直接領導，向中共中央政治局及中共中央政治局常委會負責的中央國家安全委員會（國安委）。2014年4月15日，習近平主持召開中共中央國安委第一次會議，正式提出「總體國家安全觀」，強調國家安全在各領域的重要性。2017年10月召開的中共十九大將「總體國家安全觀」写入《中國共產黨章程》。

## 內容
習近平提出的總體國家安全觀涵蓋二十個全方位領域，包括：
1. 政治安全
2. 軍事安全
3. 國土安全
4. 經濟安全
5. 金融安全
6. 文化安全
7. 社會安全
8. 科技安全
9. 網絡安全
10. 糧食安全
11. 生態安全
12. 資源安全
13. 核安全
14. 海外利益安全
15. 太空安全
16. 深海安全
17. 極地安全
18. 生物安全
19. 人工智能安全
20. 數據安全

## 各方回應
香港行政長官李家超期望香港學生可以深入理解「總體國家安全觀」和《香港國安法》，體會自覺維護國家安全的責任。
香港公務員學院院長郭蔭庶強調香港公務員必須深入了解「總體國家安全觀」，自覺主動承擔維護國安保障香港的責任。
《美國之音》認為習近平提出的「總體國家安全觀」是將一切「泛國家安全化」，將國家安全和政權穩定置於經濟發展之上，將大小問題都與國家安全掛勾，同時大搞「反間諜」行動，不但影響外國企業對中國的投資意欲，也破壞了中國的國際形象。